# Swammerdamia pyrella
Swammerdamia pyrella là một loài bướm đêm thuộc họ Yponomeutidae. Nó được tìm thấy ở châu Âu, Bắc Mỹ và Nhật Bản.
Sải cánh dài 10–13 mm. Con trưởng thành bay làm hai đợt from cuối tháng 4 đến tháng 8. .
Ấu trùng ăn crataegus, apple, pear và anh đào.

## Hình ảnh

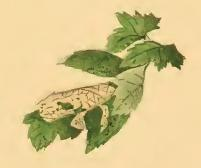
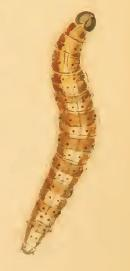
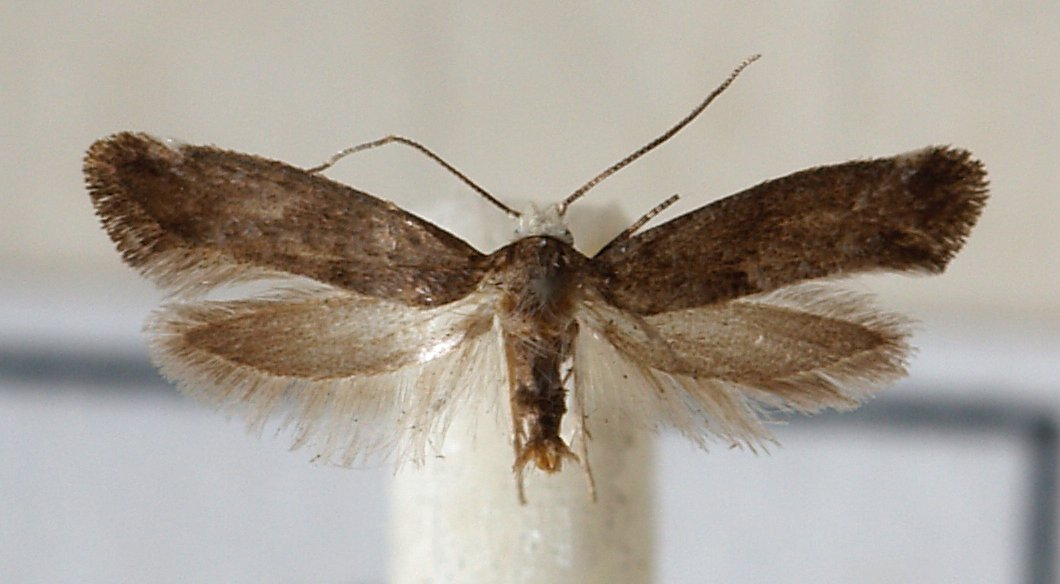
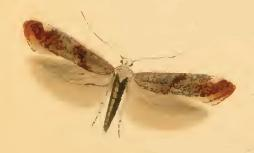